# باول كيرك
باول كيرك (بالإنجليزية: Paul Kirk)‏ هو لاعب كرة قدم بريطاني، ولد في 18 أبريل 1948. لعب مع ووترفورد يونايتد.